# Digital radio
 For alternative betydninger, se Radio (flertydig). (Se også artikler, som begynder med Radio)
Digital radio eller digital radiofoni er radiokommunikation, som anvender modulation, beregnet til digital fortolkning.
Apparaterne, som anvendes til digital radio, kan være radiomodtagere, radiosendere eller radiotransceivere, der anvender digital modulation.
Digital radio kan fx formidle digital lyd, digital fjernsyn og/eller data.

## Teknisk
For at øge sandsynligheden for at bittene kan modtages fejlfrit anvender man en kodning, der giver størst mulig forskel mellem radiobølgen for "0" for "1". Derudover medsender man ekstra kontrol 'bits' i en kode – en slags avanceret 'tvær-sums' kontrol – til modtageren. Med disse ekstra 'bits' kan modtageren ikke blot tjekke, at de 'nyttige' 'bits' er OK; men også rette et vist antal fejlagtige 'bits'.
Det betyder, at sus og korte udfald, som analog radio, ja også analog FM-radio til tider oplever, opleves normalt ikke på en DAB-radio. Dette er en fordel ved alle digitale radio standarder. 
Hvis senderens styrke øges eller modtagerens antenne forbedres eller der kun er lidt radiostøj på signalets vej, kan man sende flere bits/sekund – grænsen øges – men der er stadig en endelig grænse for den ukomprimerede overførselshastighed. Grænse kaldes – Shannon grænsen – efter den personen, der opstillede de ligninger der beregner den. 
Da man udviklede DAB i årene 1988/89 til 1992/93 nærmest som et forskningsprojekt, kendte man ikke til teknikker eller til fejlrette koder, der kom tæt på Shannon grænsen. DAB overfører omkring 0.7 bit/Hz. Med samme sendestyrke, antenne og radiostøjforhold kan man i dag overføre mellem 2 og 3 bit/Hz. 
Dvs. man kender egentlig godt nogle af de egnede fejlrette koder; men man mente ikke, at checkberegningerne overhovedet kunne udføres på nogen realistisk tid, selv med datidens supercomputere. Ja faktisk mente mange ikke, at det nogensinde ville blive muligt. Dette ændrede sig i radikalt i 1993, hvor nogle franskmænd opfandt en helt ny måde at lave checkberegningerne for en ny type fejlrette koder – turbo-codes.

## Forskellige standarder
Der findes i dag (2012) flere forskellige digitale radiosystemer også kendt som digital radio eller kort radio:
- Satellitradio
  - DSat (Eureka 147 DAB System-baseret)
- Digitalt kabel
- Internetradio
- Digital Radio Mondiale (DRM)
  - DRM30 i:
    - Langbølgebåndet
    - Mellembølgebåndet
    - Kortbølgebåndet

  - DRM+ i VHF - fx:
    - VHF bånd I
    - VHF bånd II
    - VHF bånd III
- Digital Audio Broadcast (DAB)
  - DAB-T (T=Terrestrial, terrestrisk, DK). Jordbaseret- maste-sendenet (i modsætning til DAB-S(S=Satellite). Forkortet DAB-T, T-DAB eller i daglig tale blot DAB. Europæisk standard, dvs. Eureka 147 DAB Systemet, er ikke kompatibelt med iDAB, (USA-standard):
    - VHF, DAB via VHF bånd III, kanal 12C, 217,5 – 230,0 MHz (Danmarks Radio).
    - UHF, L-bånd, 1.452 – 1.492 MHz (dette frekvensbånd er ikke taget i brug – 2003).

  - iDAB. iBiquity Digital Corp: In-Band On-Channel DAB, IBOC DAB = HD Radio. FM bagud kompatibelt til sending på FM-båndet. iDAB er USA-standard og er ikke kompatibel med DAB-T (juni 2004) – tjek det før du køber DAB-radio i USA til brug i EU.
- DVB-T (V=Video) [også kaldet DTT (el. DTTV) Digital Terrestrial Television] kan sammen med tv-kanalerne også indeholde en eller flere radiokanaler. Radio sendt på DVB er ikke kompatibel med DAB (juni 2004). En simpel DVB-decoder/modtager alene kan altså ikke modtage DAB. Men 24. maj 2004 kom den første DVB/DAB-decoder samlet i en enkelt chip. DVB-T er i dag landsdækkende på hovedstationerne DR1, DR2 og TV2.
- Digital Multimedia Broadcasting (DMB) – ny standard (2006) der kan formidle via MPEG-4 part 10 (H.264), MPEG-4 part 3 eller HE-AAC V2 – skal afløse/supplere DAB og findes i flere former:
  - S-DMB – distribueret via satellit.
  - T-DMB – distribueret via jordisk net. T-DMB er en ETSI standard (TS 102 427 and TS 102 428).
- DVB-T2-Lite bliver sendt via radiomast – I Danmark bliver standarden anvendt til testsendinger fra ca. 2011-2012. Indholdet kan være blandet radio og fjernsyn til mobile enheder.